# Ghost of a Smile
Ghost of a Smile — второй сборник песен группы Smile. Выпущен 17 ноября 1997 года только в Нидерландах, став первым и единственным релизом Smile на CD (до того момента песни группы были изданы лишь единожды на японском виниле Gettin' Smile). Все шесть композиций Smile записаны в 1969 году. Два бонусных трека The Man From Manhattan Эдди Хауэлла были записаны в 1976-м при участии Фредди Меркьюри (клавиши и бэк-вокал) и Брайана Мэя (гитара).

## Список композиций
| №                   | Название                                      | Автор(ы)            | Длительность |
| ------------------- | --------------------------------------------- | ------------------- | ------------ |
| 1.                  | «Earth»                                       | Стаффел             | 4:02         |
| 2.                  | «Step On Me»                                  | Стаффел, Мэй        | 3:11         |
| 3.                  | «Doin' Alright»                               | Стаффел, Мэй        | 3:49         |
| 4.                  | «April Lady»                                  | С. Лукас            | 2:44         |
| 5.                  | «Blag»                                        | Тейлор              | 3:13         |
| 6.                  | «Polar Bear»                                  | Мэй                 | 4:05         |
| 7.                  | «The Man From Manhattan (Original)» (bonus)   | Эдди Хоуэлл         | 4:56         |
| 8.                  | «The Man From Manhattan (Back Again)» (bonus) | Эдди Хоуэлл         | 3:21         |
| Общая длительность: | Общая длительность:                           | Общая длительность: | 29:21        |